# Victor Browne
Victor George „Vic“ Browne (* 10. Januar 1942 in Sydney) ist ein ehemaliger australischer Radrennfahrer.

## Sportliche Laufbahn
Browne war im Bahnradsport aktiv. Er war Teilnehmer der Olympischen Sommerspiele 1964 in Tokio. In der Mannschaftsverfolgung wurde der Vierer aus Australien mit Kevin Brislin, Robert Baird, Victor Browne und Henk Vogels Vierter. Im Finale um den 3. Platz unterlag die Mannschaft gegen die Niederlande. 
1960 gewann er das Sechstagerennen von Bendigo mit Bill Lawrie als Partner. 1967 wurde er Zweiter in Launceton, 1968 Zweiter in Wyhalla. 1967 siegte er im Austral Wheel Race, dem ältesten Rennen im Bahnradsport in Australien.